# Тори ин Сабина
Тори ин Сабина (итал. Torri in Sabina) је насеље у Италији у округу Ријети, региону Лацио.
Према процени из 2011. у насељу је живело 470 становника. Насеље се налази на надморској висини од 277 м.

## Становништво
Према резултатима пописа становништва 2011. у општини је живело 1.249 становника.
| 1931. | 1936. | 1951. | 1961. | 1971. | 1981. | 1991. | 2001. | 2011. |
| ----- | ----- | ----- | ----- | ----- | ----- | ----- | ----- | ----- |
| 1.992 | 1.997 | 2.034 | 1.637 | 1.309 | 1.176 | 1.146 | 1.197 | 1.249 |